# Calligra Suite
Calligra Suite（カリグラスイート）は、KDEプロジェクトによって開発されている自由かつオープンソースのオフィススイートである。旧称はKOffice（ケー・オフィス）。

## 概要
Calligra Suiteは、従来はKOfficeという名称で開発されていたが、2010年12月に現在の名称に変更されることがKDEコミュニティーによりアナウンスされた。対応OSは、Linux、FreeBSD、Windows、macOS、Haiku OS。ライセンスは、GPL や LGPL などの下で配布されている。標準のファイルフォーマットには、OpenDocument 形式が採用されている。

## KOffice 2.x
KOffice 1.6.xシリーズはUNIX向けにデザインされたものであったが、2009年にリリースされたバージョン2.0では、macOSとWindowsにも対応した。また、FlakeとPigmentを可能な限りアプリケーションの枠内で使用するよう作業が行われている。
KOfficeの開発者は、アプリケーションのバグを減らし使い勝手をよくするために、各アプリケーション間で基礎的な構造を出来る限り多く共有することを計画している。また彼らは、OpenDocumentのライブラリを作成して、他のKDEアプリケーションにおいてOpenDocumentファイルを容易に読み込んだり書き込んだり出来るようにすることを計画している。

## バージョンと変更点
- KOffice 2.0 (2009年5月28日) - プラットホームリリース。フレームワークおよび新しいUIのプレビュー版。
- KOffice 2.1 (2009年11月24日) - バージョン2.0の改良および機能の追加。
- KOffice 2.2 (2010年5月27日) - 安定性の向上、プロジェクト管理ソフトウェア“Kexi”の復帰、OOXMLの読み込みに対応など。[10]
- KOffice 2.3 (2010年12月31日) - 実用に耐えうる Krita をリリース[11]
- Calligra Suite 2.4 (2012年4月11日) - 名称変更後最初のリリース[12]
- Calligra Suite 2.5 (2012年8月13日) - 2度目の安定版。デスクトップ版のCalligra Suiteとモバイル版のCalligra Activeを提供開始[13]。
- Calligra Suite 2.6 (2013年2月5日) - 電子書籍作成/編集ツール“Calligra Author”をリリース[14]

## 構成
※ Calligra Suite (KOffice) は、以下のソフトウェアを含む。
| アイコン | 名     | 説明                                           |
| -------- | ------ | ---------------------------------------------- |
|          | Words  | ワープロソフト                                 |
|          | Sheets | 表計算ソフト                                   |
|          | Stage  | プレゼンテーションソフトウェア                 |
|          | Kexi   | データベース管理システム                       |
|          | Plan   | グラフ作成ソフト                               |
|          | Flow   | フローチャート作成ソフト                       |
|          | Karbon | グラフィックソフトウェア（ドローツール）       |
|          | Krita  | グラフィックソフトウェア（ビットマップツール） |